# Ford Falcon (Argentyna)
Ford Falcon – samochód osobowy klasy średniej produkowany pod amerykańską marką Ford w latach 1962–1991.

## Historia i opis modelu

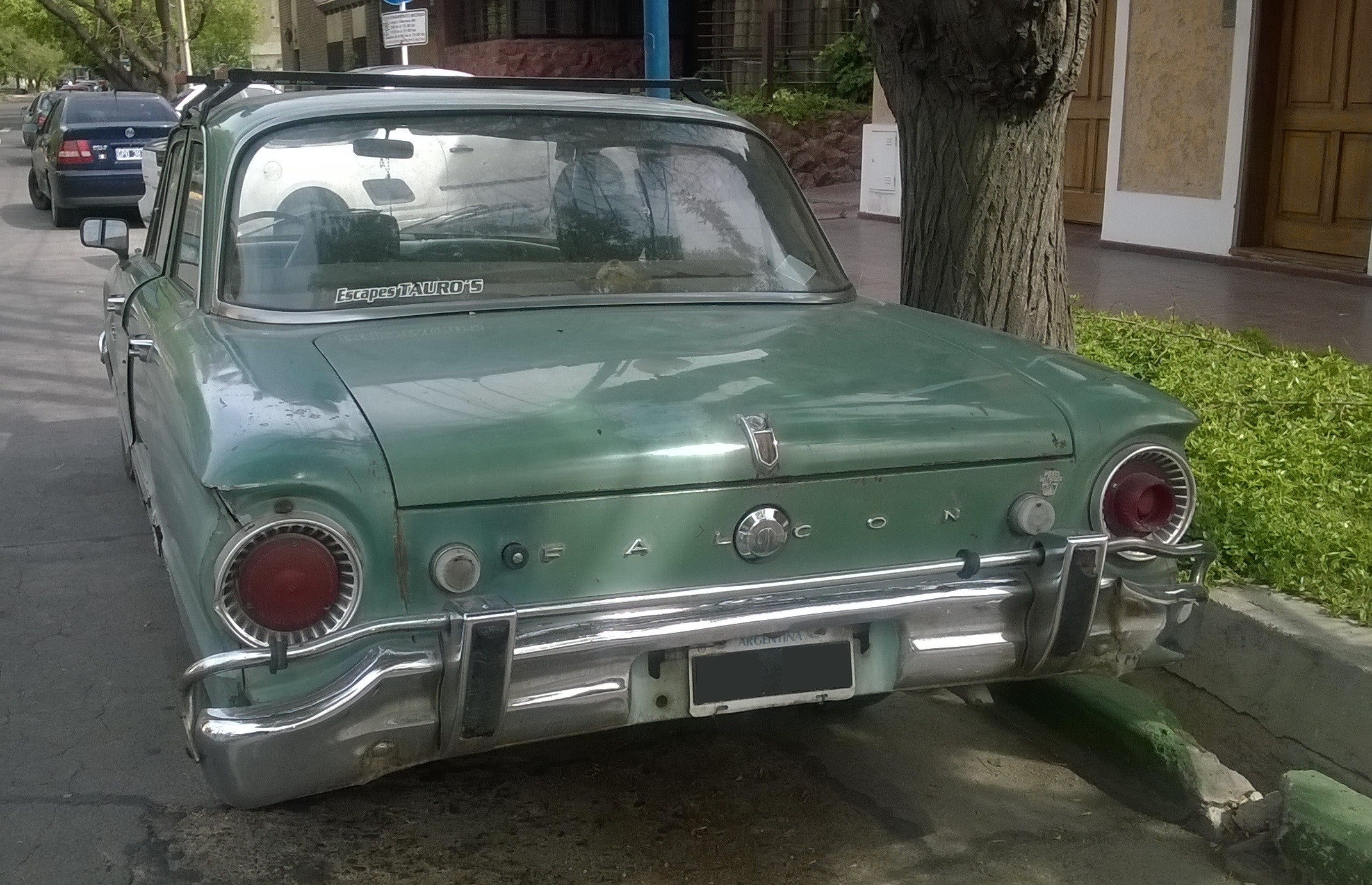
Ford Falcon - tył

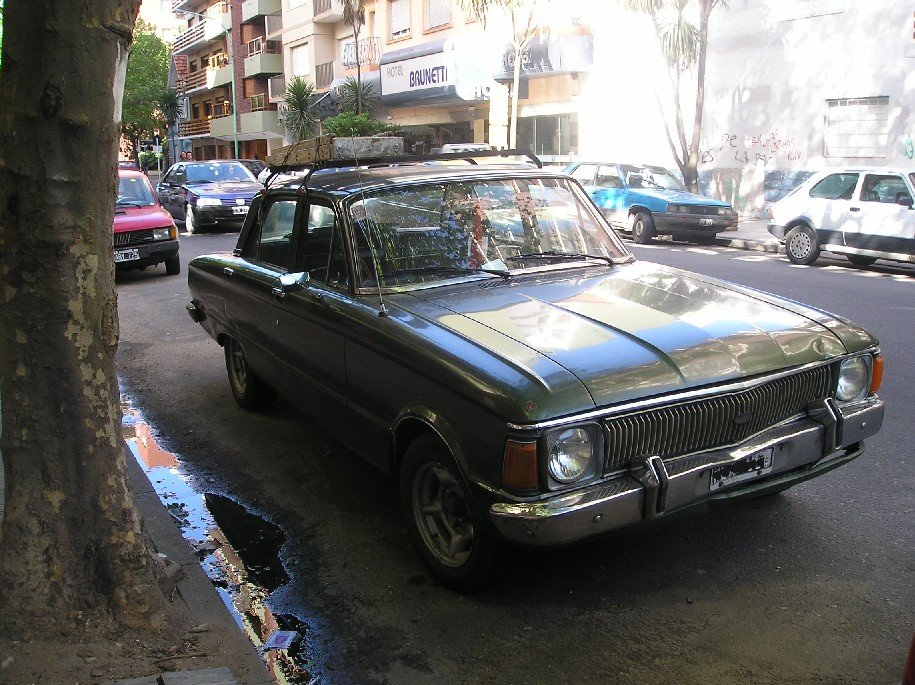
Ford Falcon po drugim liftingu

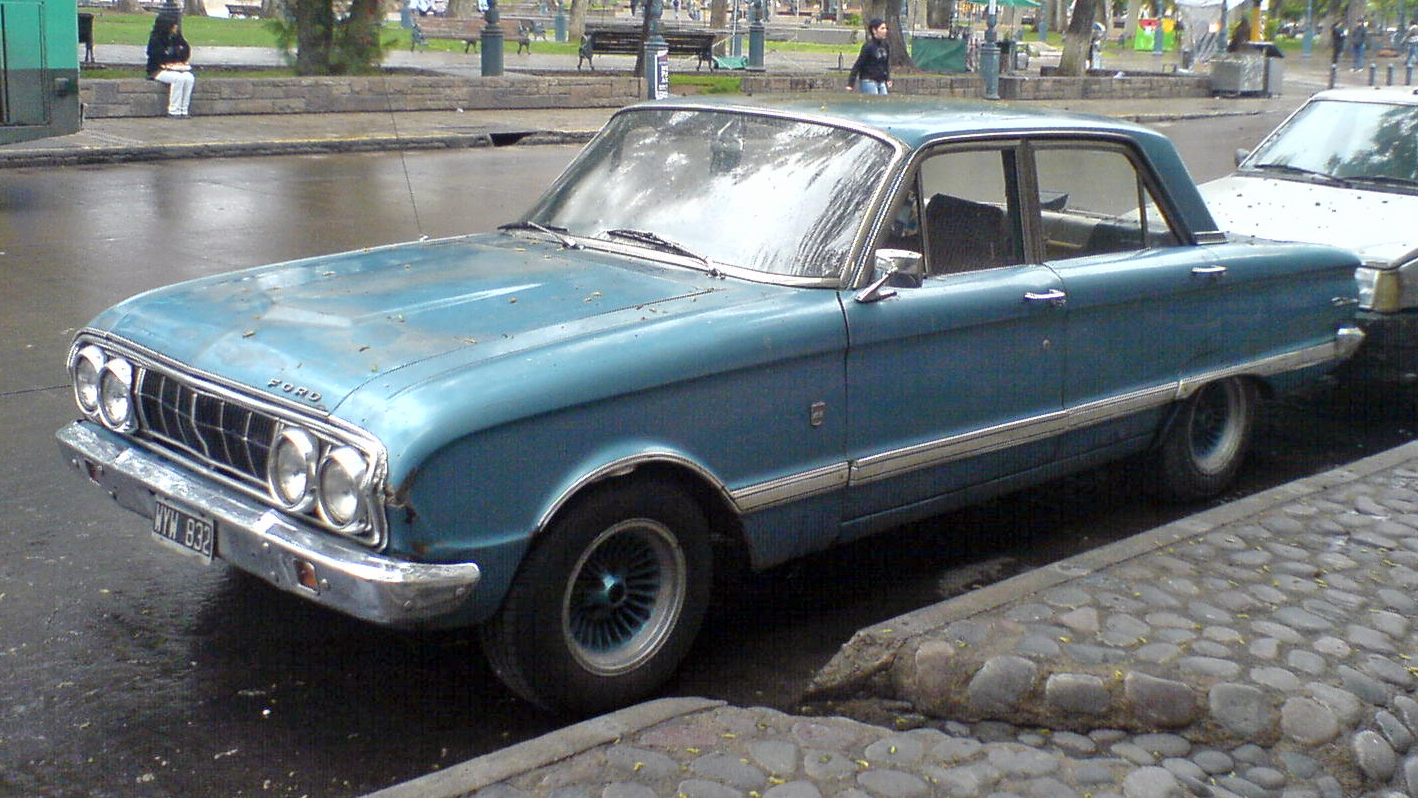
Ford Falcon po trzecim liftingu

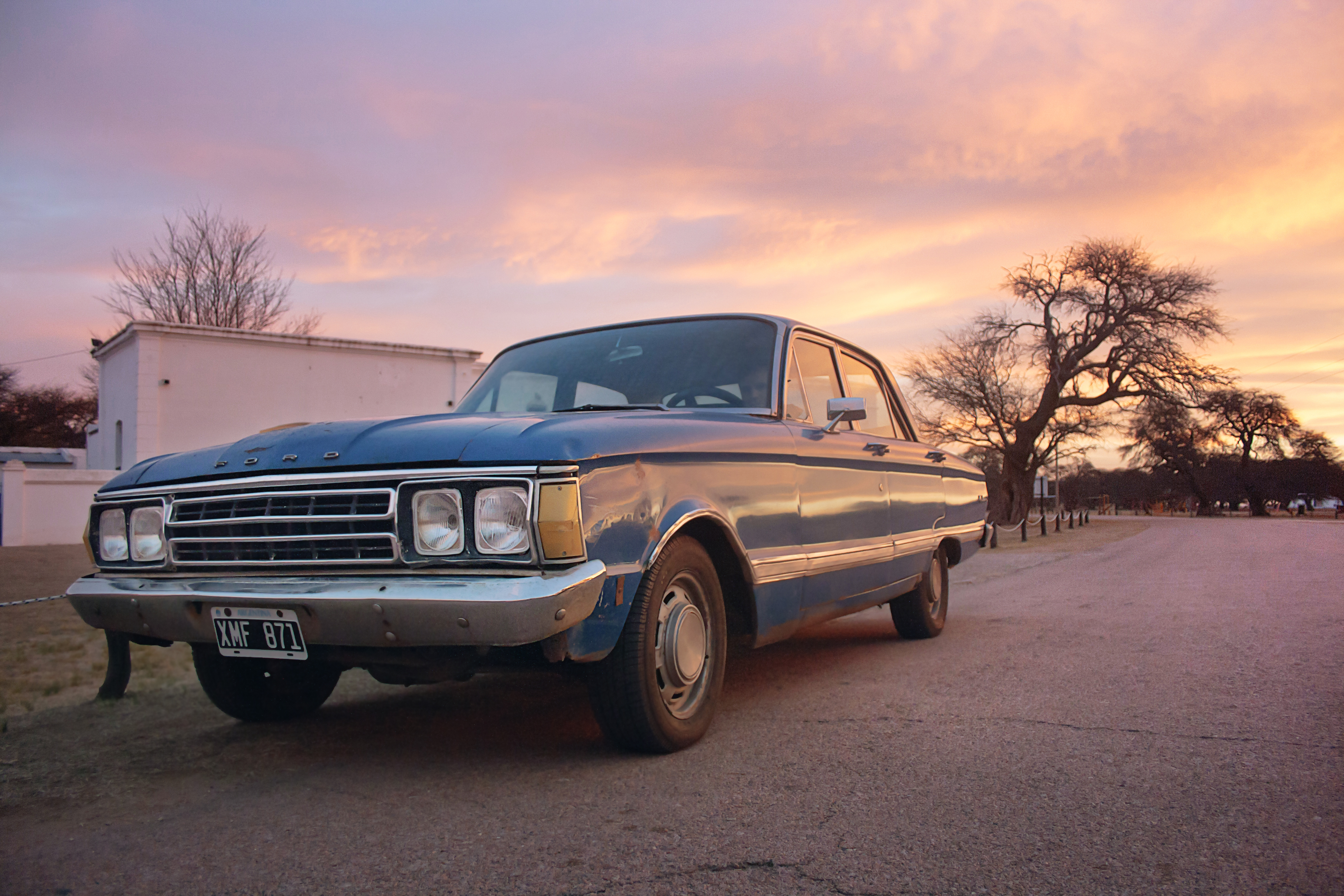
Ford Falcon po czwartym liftingu

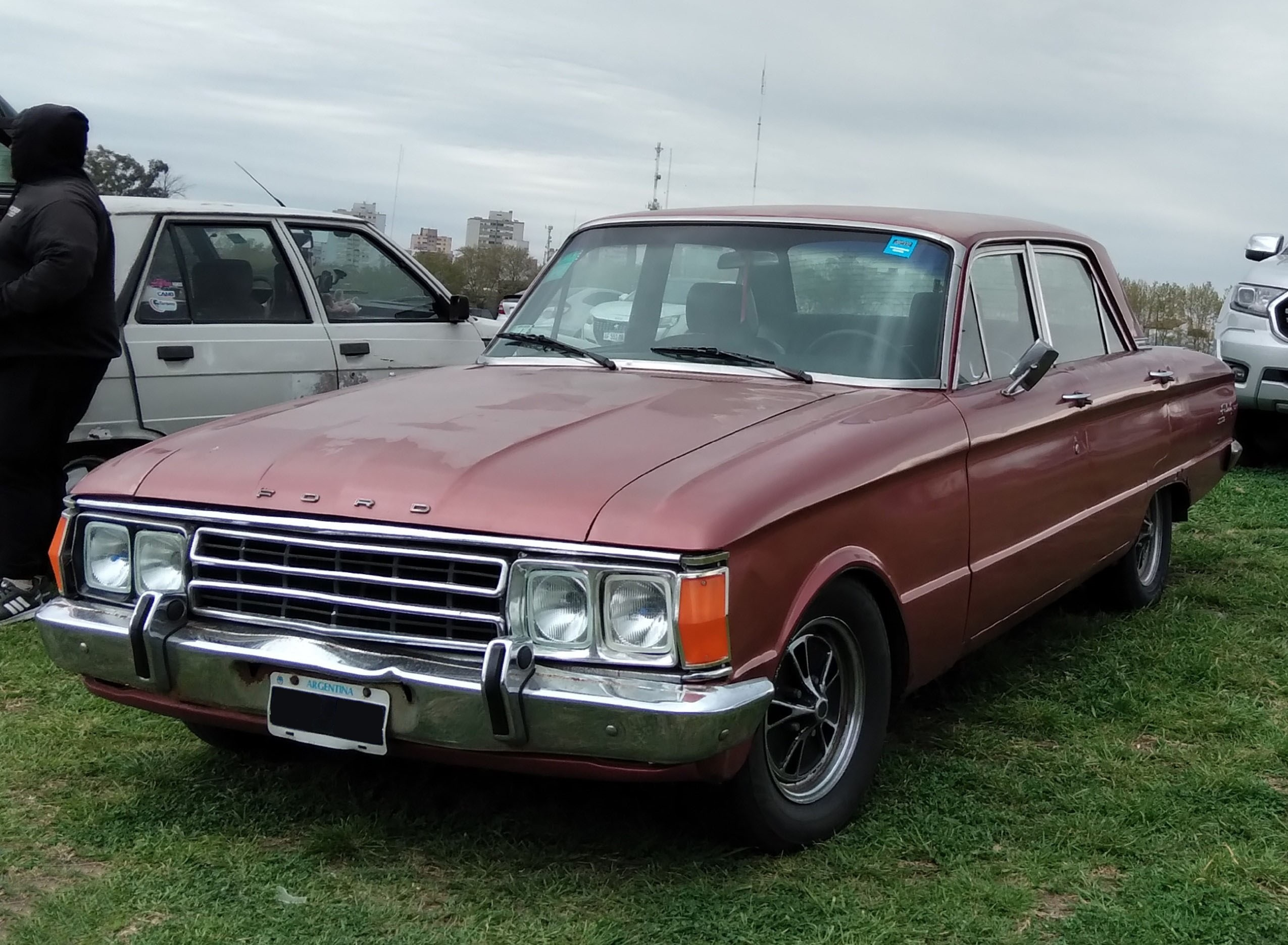
Ford Falcon po szóstym liftingu

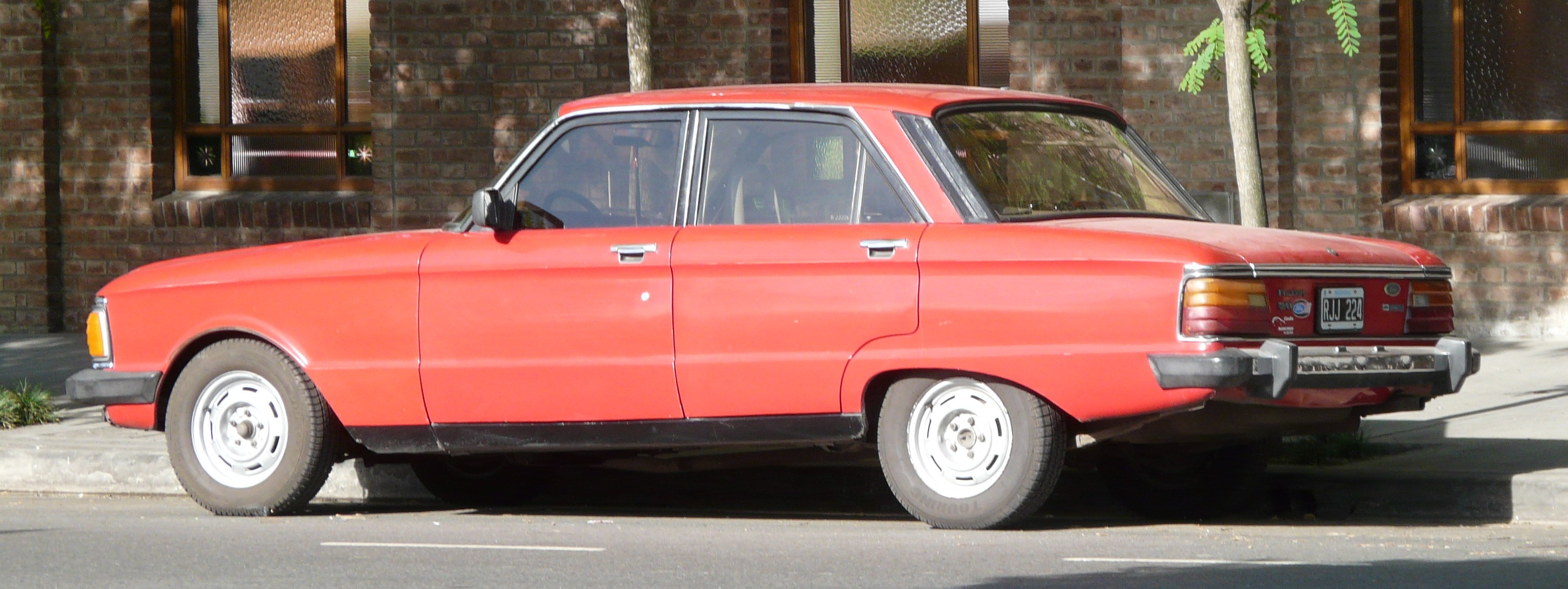
Ford Falcon - tył po szóstym liftingu

W 1959 roku Ford rozpoczął import nowego modelu klasy średniej Falcon do Argentyny, uzupełniając lokalną ofertę jako duży rodzinny sedan lub kombi. 
Trwało to przez kolejne trzy lata, kiedy to pod koniec 1961 roku argentyński oddział Forda podjął decyzję o zmodyfikowaniu Falcona na potrzeby lokalnego rynku i rozpoczęciu produkcji tego modelu w zakładach w Buenos Aires, a także drugiej fabryce w La Boca. Oficjalna premiera argentyńskiego Forda Falcona po pierwszej modernizacji odbyła się w lutym 1962 roku.

### Pierwszy lifting
Po pierwszym roku produkcji, w 1963 roku argentyński oddział Forda przedstawił lokalną wersję Falcona po pierwszej modernizacji. Pod kątem stylistycznym pojawił się nowy wzór atrapy chłodnicy, a także nieznacznie przestylizowane zderzaki i zmiany w wyposażeniu.

### Drugi lifting
Druga restylizacja argentyńskiego Forda Falcona przeprowadzona w 1966 roku przyniosła obszerne zmiany wizualne, które obejmowały głównie przedni pas. Zmienił się kształt reflektorów, który zostałniżej osadzony, a także pojawiła się nowa atrapa chłodnicy z innym układem poprzeczek. Zmiany ponownie objęły detale w kabinie pasażerskiej.

### Trzeci lifting
Po tym, jak bliźniaczej konstrukcji warianty Falcona w Ameryce Północnej i Australii doczekały się następców, argentyński oddział Forda kontynuował produkcję dotychczasowej konstrukcji.
W 1970 roku samochód przeszedł trzecią z kolei restylizację, która zaczęła w coraz głębszym stopniu odróżniać wizualnie ten model od pierwowzoru. Pojawił się nowy pas przedni z podwójnymi, okrągłymi reflektorami, a także zrestylizowany projekt atrapy chłodnicy. Zmienił się też kształt zderzaków oraz nakładek ozdobnych na karoserię.

### Czwarty lifting
Czwarta modernizacja argentyńskiego Forda Falcona przeprowadzona w 1973 roku przyniosła największe zmiany w dotychczasowej historii tego modelu. 
Pojawił się nowy pas przedni z bardziej kanciasto zarysowanymi błotnikami, nowym kształtem zderzaków, a także kwadratowe, podwójne klosze reflektorów i inny wygląd tylnej części nadwozia. Zmiany po raz pierwszy przniosły zmiany wymiarów - Falcon stał się dłuższy, szerzy i cięższy.

### Piąty lifting
Piąta modernizacja argentyńskiego Forda Falcona przeprowadzona w 1978 roku pogłębiła zmiany wizualne, przynosząc jeszcze więcej kanciastych kształtów w nadwoziu. Pojawiła się nowa, czarna atrapa chłodnicy, a także pojedyncze prostokątne reflektory i prostokątne lampy oraz nowy projekt deski rozdzielczej.

### Szósty lifting
Szósta i ostatnia modernizacja Forda Falcona została przeprowadzona przez argentyński oddział Forda w 1983 roku, przynosząc inny wygląd atrapy chłodnicy i kolejne zmiany w wyposażeniu. Pojawiła się nowa topowa odmiana Ghia, a także inne wzory alufelg, przestylizowane zderzaki i nowe jednostki napędowe.

### Koniec produkcji i status
Produkcja argentyńskiego Forda Falcona po ostatniej modernizacji trwała w niezmienionej formie do 1991 roku, kiedy to we wrześniu tego roku po 29 latach produkcji zakończono wytwarzanie argentyńskiego Forda Falcona. Rolę dużego sedana w ofercie przejął model Del Rey, a dwa lata później - także sedan Versailles.
Argentyński Ford Falcon podczas 29 lat produkcji powstał w 466 796 sztukach, doczekując się statusu kultowego samochodu, który zmotoryzował społeczeństwo argentyńskie w drugiej połowie XX wieku, jeszcze w XXI wieku pozostając popularnym pojazdem na rynku wtórnym.

### Silniki
- L4 2.3l OHC Pinto
- L4 2.4l VM Diesel
- L6 2.7l 170
- L6 3.0l 187
- L6 3.6l 221